# Ṇ
La N con punto suscrito (Mayúscula: Ṇ minúscula: ṇ), es un grafema utilizado en la escritura del idioma angas en Nigeria, el Sueco estonio en Estonia, así como en la transcripción de lenguas indias. Esta es la letra N diacrítica con un punto suscrito.

## Uso
En angas, Ṇ se utiliza para representar el sonido /ŋ/.
Esta letra también se utiliza para denotar el sonido /ɳ/ en los sistemas de transcripción de las lenguas indias: por ejemplo, en el estándar IAST de sánscrito, ‹ṇ› representa ण.

## Codificación
La N con punto suscrito se puede representar con los siguientes caracteres Unicode:
| forma     | representación | Puntos de código | descripción                                 |
| --------- | -------------- | ---------------- | ------------------------------------------- |
| Mayúscula | Ṇ              | U+1E46           | Letra mayúscula latina N con punto suscrito |
| minúscula | ṇ              | U+1E47           | Letra minúscula latina N con punto suscrito |